# Nazik al-Abid

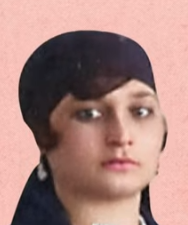
Nazik al Abid (ca. 1900)

Nazik Khatim al-Abid Bayhum  (arabisch نازك العابد, DMG Nāzik al-ʿĀbid; * 1887 in Damaskus; † 1959 ebenda) war eine syrische Frauenrechtsaktivistin, Nationalistin und Kritikerin des osmanischen und französischen Kolonialismus.

## Herkunft und Ausbildung

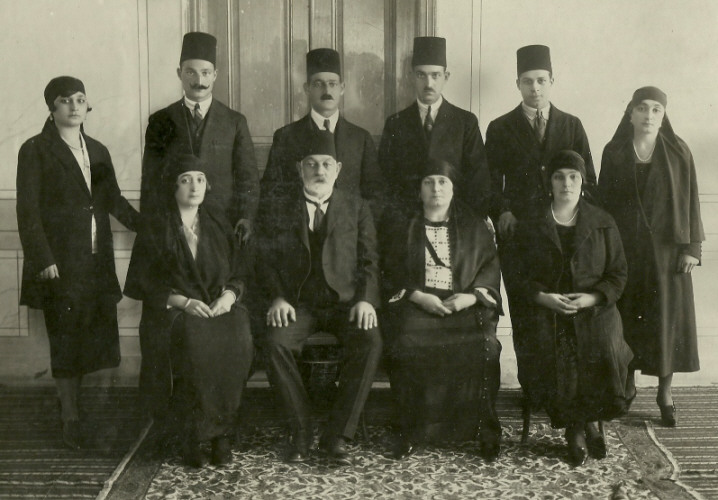
Foto der Familie Abid mit ihren Kindern: vorne zentral die Eltern, daneben Aisha links und Rafia rechts; hinten von links: Nazik, Hulu, Mazhar, Nihad, Adel und Soraya

Nazik al-Abid wurde in eine einflussreiche Damaszener Familie hineingeboren. Ihr Vater, Mustafa al-Abid, war ein Adeliger, der unter dem osmanischen Sultan Abdulhamid II. mit Verwaltungsangelegenheiten in Kirkuk und später als Gesandter in Mossul betraut war; ihr Onkel war Ahmad Izzat al-Abid, ein Richter und Berater des Sultans. Während ihrer Zeit in der Türkei wurde sie an türkischen, amerikanischen und französischen Schulen in mehreren Sprachen unterrichtet. An der Frauenhochschule in Istanbul erwarb sie einen Bachelorabschluss in Landwirtschaft.
Ihre Familie wurde nach der Jungtürkischen Revolution 1908 für zehn Jahre nach Ägypten verbannt.

## Osmanisches Reich
Als Jugendliche und junge Frau setzte sich Nazik al-Abid als Aktivistin für das Frauenwahlrecht und gegen die Herrschaft der Osmanen über Syrien ein. Sie gründete 1914 eine Frauenrechtsgruppe und wurde von der osmanischen Führung nach Kairo verbannt, wo sie bis zum Zusammenbruch des Osmanischen Reiches 1918 blieb. Ab 1919 schrieb sie für die syrischen Frauenbewegung oft unter einem männlichen Pseudonym in Zeitungen Damaskus’. 1919 gründete Abid den Verein und die Zeitschrift „Nur al-Fayha“ [dt.: Licht von Damaskus] und 1922 eine gleichnamige Schule, die Englisch- und Nähkurse für junge Mädchen anbot, die als Kriegswaisen geboren worden waren.

## Französische Besatzung
Als Leiterin einer Frauendelegation bei der von den Alliierten beauftragten King-Crane-Kommission sprach Abid ohne Hidschāb vor amerikanischen Diplomaten, um ihre Forderung nach einem Laizistischen Herrschaftssystem für Syrien und der Aufhebung des Französischen Besatzungsmandats zu formulieren.

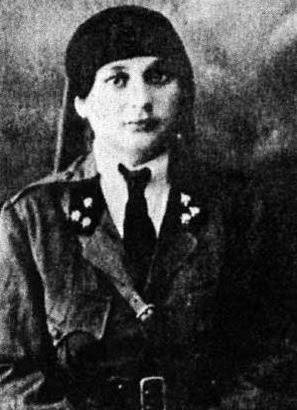
Nazik al-Abid vor der Schlacht von Maysalun (1920)

1920 gründete Abid die Rote-Stern-Gesellschaft, eine Vorläuferin der Roten Halbmondes, und wurde von Prinz Faysal zum „Ehrenpräsidenten“ der Syrischen Armee ernannt. In Syrien wurde sie in Militäruniform und ohne Hidschāb fotografiert, kehrte aber nach dem Aufschrei der Konservativen zum Tragen eines Schleiers zurück. Abid befehligte als erste weibliche syrische Generalin die Sanitäterinnen des Roten Sterns im Juli 1920 während der Schlacht von Maysalun. Sie wurde nach der Niederlage der syrischen Armee von der französischen Regierung ins Exil geschickt, wurde aber im Inland als eine Art Jeanne d’Arc von Syrien gefeiert.
1921 wurde sie von der französischen Regierung begnadigt und erhielt die Erlaubnis, nach Syrien zurückzukehren, unter der Bedingung, dass sie die Politik meide. Nach der Gründung der Schule „Light of Damascus“ im selben Jahr, die als Konkurrenz zu den französischen humanitären Organisationen und Programmen angesehen wurde, drohten die französischen Behörden mit ihrer Verhaftung, worauf sie aus Syrien in den Libanon floh.

## Frauenrechte
1933 gründete sie die Niqâbat al-Mar'a al-'Amila (Gesellschaft der berufstätigen Frauen), die sich für die Belange der Frauen in Syrien einsetzte und die wirtschaftliche Unabhängigkeit als Mittel zur politischen Befreiung der Frauen propagierte.

## Privates
Während ihres Exils im Libanon lernte sie 1922 den libanesischen Intellektuellen und Politiker Muhammad Jamil Bayhum (1887–1978) kennen und heiratete ihn.